# Insulele Cayman
Insulele Cayman sunt un teritoriu al Regatului Unit aflate în vestul Mării Caraibelor și cuprinzând insulele Grand Cayman, Cayman Brac, și Little Cayman. Este al cincilea centru financiar ca mărime de pe glob, și totodată una dintre cele mai populare destinații pentru scufundări subacvatice.

## Geografie
Insulele Cayman sunt un fragment al unui lanț muntos subacvatic. Cu timpul, insulele au fost înconjurate de recife de corali. 
Ele fac parte din Arhipelagul Antilele Mari. Arhipelagul este format din trei insule coraligene :Grand Cayman (cea mai mare dintre ele cu o lungime  de 30 kilometri și cu lățimea de șase kilometri), Little cayman și Cayman Brac.  Pe cele două insule mai mici, situate la o distanță de aproximativ 140 kilometri la nord de Grand Cayman, trăiesc numai 1.500 de oameni, din care mai puțin de o sută pe Little Cayman.

## Economie
Baza economiei o reprezintă industria serviciilor financiare internaționale și turismul. Ca în cazul Elveției, Insulele Cayman sunt un adevărat paradis fiscal, ceea ce face ca numeroși străini bogați să se stabilească aici și să își depună banii în băncile locale.  În prezent, străinii reprezintă aproximativ 40% dintre locuitorii insulelor, iar vilele luxoase sunt o dovadă grăitoare a bogăției lor. 

Până nu demult, locuitorii arhipelagului trăiau exclusiv din vânzarea nucilor de cocos și a produselor obținute prin prelucrarea acestora, dar în prezent baza existenței lor este asigurată de turism. Cele trei insule Cayman din mijlocul Mării Caraibilor și în special, plajele lor albe nesfârșite reprezintă unul dintre cele mai populare locuri de odihnă de pe glob. 

Agricultura constă în : culturi de cocotieri, orez, fructe tropicale; creșterea animalelor și a broaștelor țestoase de mare.  Pescuit : țestoase de mare, bureți de mare și scoici producătoare de perle. Industria cuprinde industria alimentară (rom).

## Personalități marcante
- Selita Ebanks, model

1. ↑  , Banca Mondială https://data.worldbank.org/indicator/NY.GDP.MKTP.CD, accesat în 26 august 2023 Lipsește sau este vid: |title= (ajutor)